# Lầu Năm Góc
Lầu Năm Góc hay Ngũ Giác Đài là trụ sở của Bộ Quốc phòng Hoa Kỳ. Là biểu tượng của Quân đội Hoa Kỳ, cụm từ Lầu Năm Góc thường hoán dụ cho Bộ Quốc phòng và cũng như sự lãnh đạo của cơ quan này trong quân đội.
Tọa lạc tại Quận Arlington, Virginia, với con sông Potomac ngăn cách cơ quan này với thủ đô Washington D.C, tòa nhà này được thiết kế bởi kiến trúc sư người Mỹ George Bergstrom và được xây dựng bởi nhà thầu John McShain. Tòa nhà này được khởi công xây dựng vào ngày 11 tháng 9 năm 1941 và hoàn thành vào ngày 15 tháng 1 năm 1943. Trước khi được khởi công, Đại tướng Brehon Somervell chính là người đứng sau thúc đẩy dự án xây dựng này. Trong thời gian xây dựng, Đại tá Leslie Groves là người chịu trách nhiệm giám sát dự án này cho quân đội Hoa Kỳ.
Lầu Năm Góc là tòa nhà văn phòng rộng nhất thế giới với diện tích khoảng 6,500,000 foot vuông (hay 600,000 mét vuông) mà trong đó khoảng 3,700,000 foot vuông (hay 340,000 mét vuông) được sử dụng làm văn phòng. Khoảng 23,000 nhân viên quân sự và dân sự, cùng 3,000 nhân viên phi quốc phòng khác làm việc tại Lầu Năm Góc. Đúng như tên gọi, cơ quan này có 5 cạnh, với 5 lầu trên mặt đất và 2 tầng hầm. Mỗi tầng có 5 hành lang dạng vòng với tổng cộng chiều dài là 17.5 dặm (hay 28.2 km). Quảng trường hình ngũ giác ở trung tâm rộng 5 mẫu Anh (hay 20,000 mét vuông) có biệt danh là "ground zero" (tạm dịch: điểm gốc - điểm phát nổ của một quả bom) với giả định nó sẽ là mục tiêu chính khi chiến tranh hạt nhân bắt đầu bùng nổ.
Vào ngày 11 tháng 9 năm 2001, tròn 60 năm sau khi công trình này được khởi công, chuyến bay mang số hiệu 77 của hãng American Airlines bị không tặc và lao thẳng vào mạn phía tây của tòa nhà. Theo báo cáo của Ủy ban 9/11, tổng cộng có khoảng 189 người thiệt mạng tại địa điểm này trong vụ khủng bố năm đó, bao gồm 59 hành khách và phi hành đoàn cùng với 5 tên khủng bố trên máy bay, và 125 nạn nhân bên trong tòa nhà. Sự kiện do nhóm người ngoại quốc gây ra nhằm vào các cơ quan của chính phủ ở Washington lần này là một vụ tấn công nghiêm trọng trong lịch sử Hoa Kỳ kể từ khi thủ đô bị thiêu rụi bởi quân Anh trong Chiến tranh 1812.
Lầu Năm Góc được đưa vào Sổ bộ Địa danh Lịch sử Quốc gia Hoa Kỳ và là Danh lam Lịch sử Quốc gia Hoa Kỳ.

## Trung tâm chỉ huy quân sự quốc gia (NMCC)
Trung tâm chỉ huy quân sự quốc gia (National Military Command Center) là khu phức hợp chỉ huy và liên lạc của Các lực lượng vũ trang Hoa Kỳ nhánh J-3 (Chiến dịch) nằm bên trong Lầu Năm Góc rộng 30,000sq ft (2800m2) phục vụ cho National Command Authority (Quyền chỉ huy quốc gia, ví dụ như Tổng thống Hoa Kỳ, Bộ trưởng Quốc phòng Hoa Kỳ,...). Đây cũng là nơi chỉ huy vũ khí hạt nhân của Hoa Kỳ, chịu trách nhiệm cho việc phóng vũ khí hạt nhân, thay đổi mã phóng vũ khí hạt nhân, tàu ngầm hạt nhân và máy bay điều khiển trên bầu trời nước Mỹ, và nằm trong quy trình phóng vũ khí hạt nhân. NMCC có các nhiệm vụ chính sau: Phục vụ Chủ tịch Hội đồng Tham mưu trưởng Liên quân Hoa Kỳ, xử lý khủng hoảng, theo dõi các sự kiện toàn cầu và kiểm soát các vũ khí chiến lược. Đường dây nóng Washington - Moscow cũng được đặt trong NMCC, cùng với các khu vực khác như Nhà Trắng, điện Kremli và Trung tâm chỉ huy quân sự quốc gia dự phòng (ANMCC) nằm trong boongke kiên cố Raven Rock. Trong thời kỳ chiến tranh Việt Nam, NMCC cũng có một đường dây kết nối trực tiếp với trụ sở MACV tại Sài Gòn. Với trách nghiệm như vậy, có thể nói đây là một trong những nơi quyền lực nhất và quan trọng nhất đối với quân đội Mỹ nói riêng và toàn nước Mỹ nói chung.
NMCC các gồm khu vực sau:
CAC - Current Actions Center: Trung tâm phản ứng nhanh
ECR - Emergency Conference Room: Phòng thảo luận khẩn cấp
JCS Conference Room (The Tank): Phòng họp Hội đồng Tham mưu trưởng Liên quân Hoa Kỳ

## Một số hình ảnh về NMCC

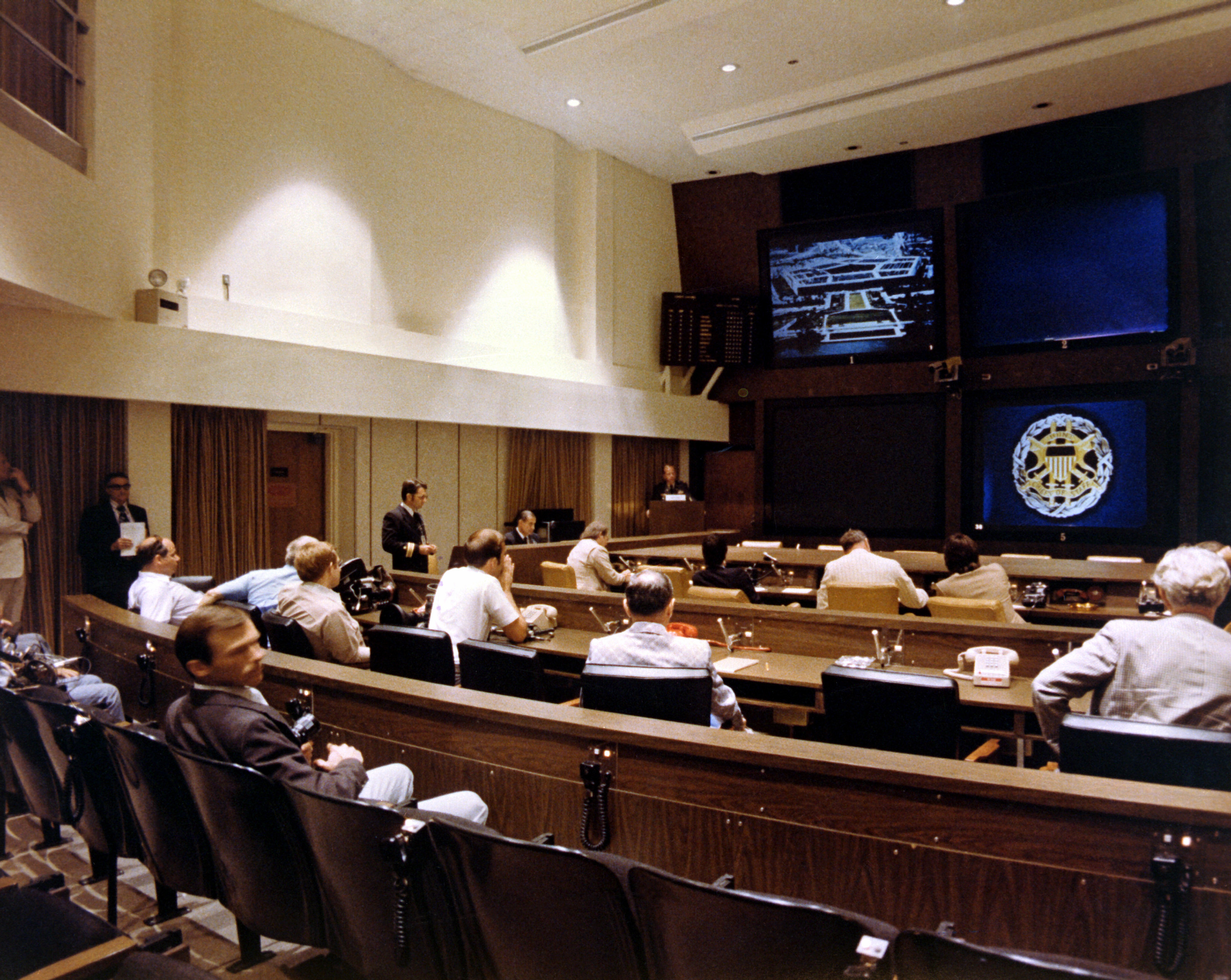
NMCC năm 1975 - Phòng ECR
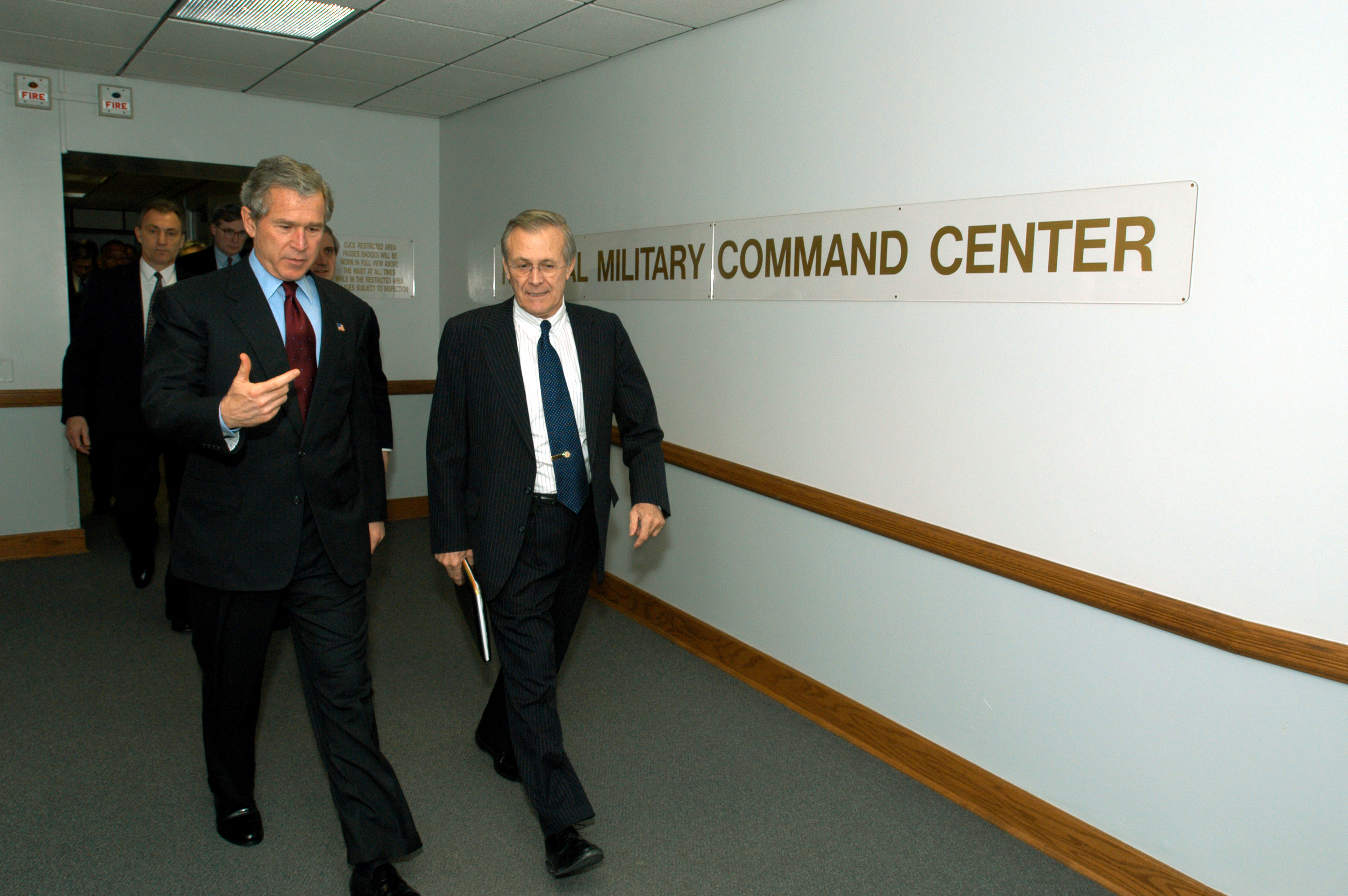
Tổng thống Bush con và Bộ trưởng quốc phòng Mỹ Donald H Rumsfeld đến NMCC nhận báo cáo chiến dịch
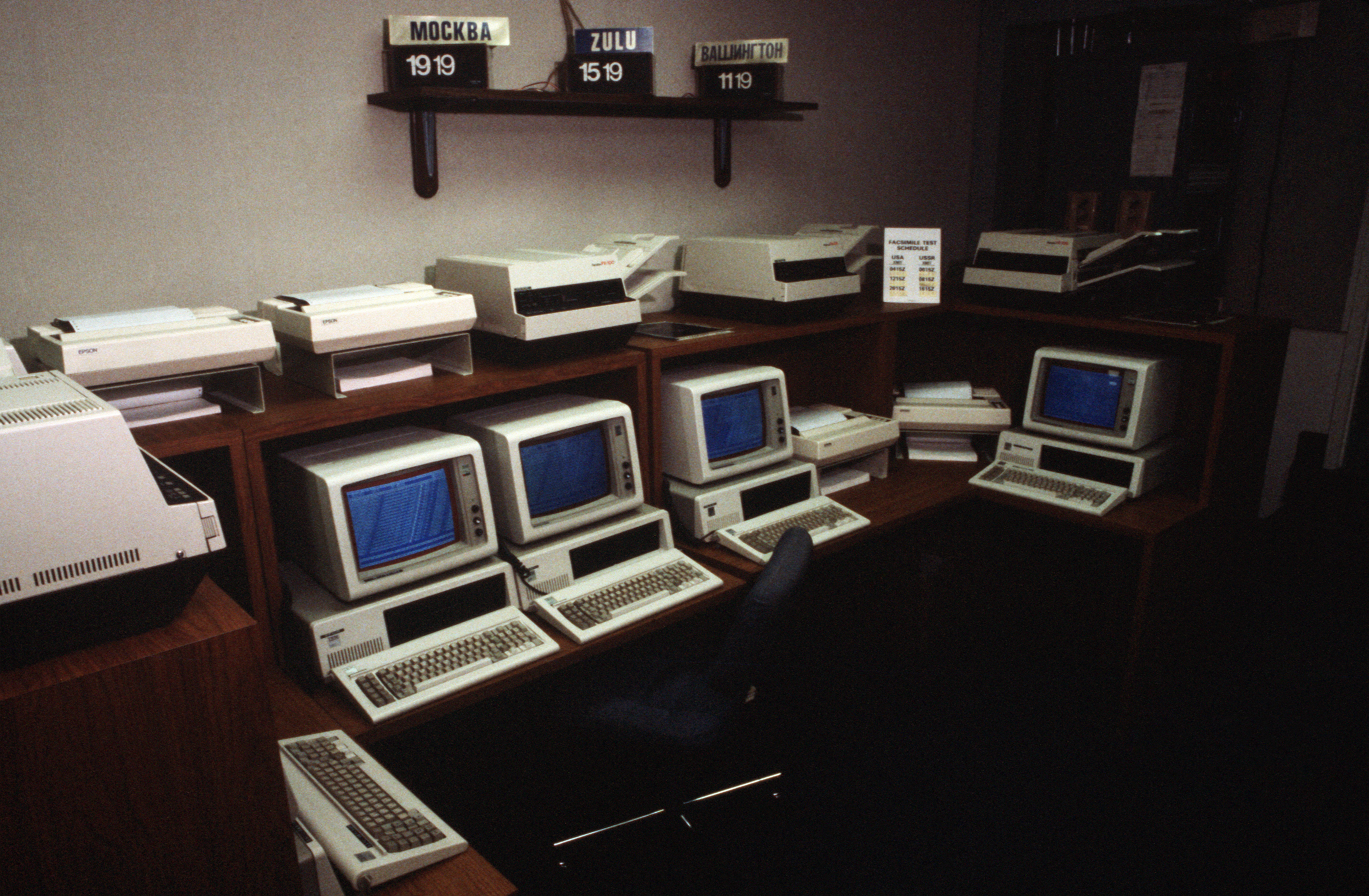
Đường dây nóng Washington - Moscow tại NMCC
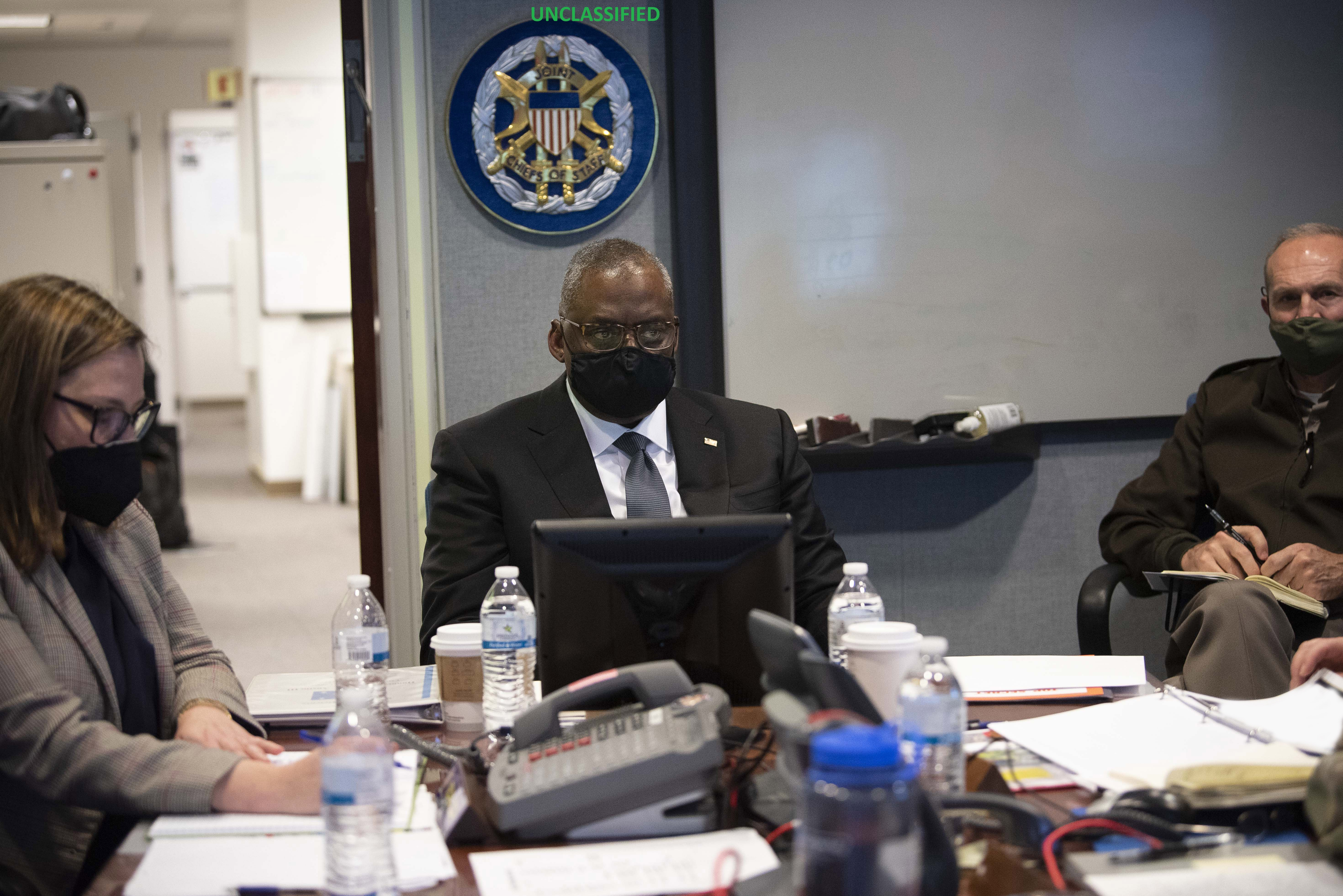
Bộ trưởng quốc phòng Mỹ Lloyd Austin tại NMCC theo dõi chiến dịch tiêu diệt Abu Ibrahim al-Hashimi al-Qurashi (1)
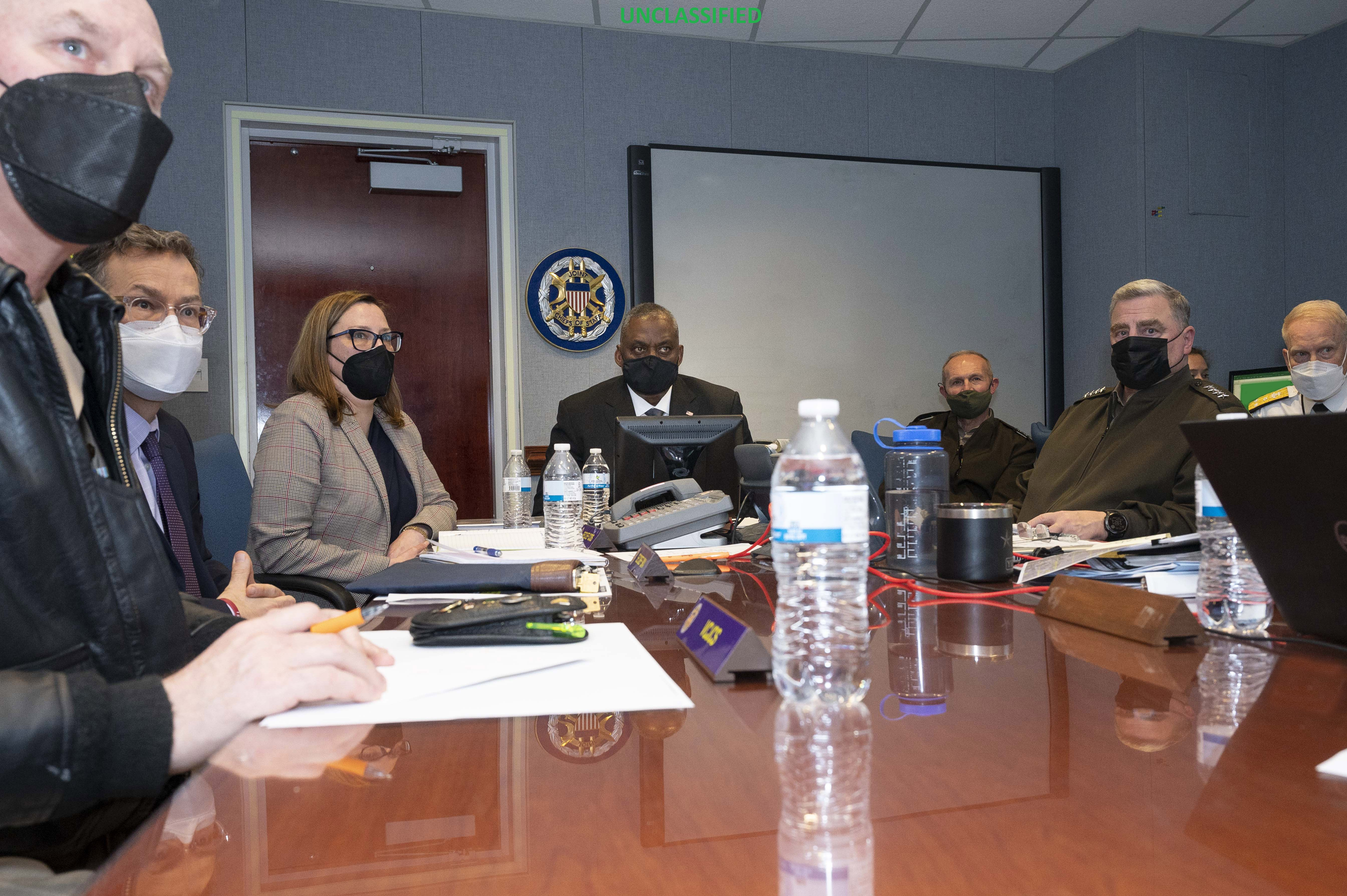
Bộ trưởng quốc phòng Mỹ Lloyd Austin tại NMCC theo dõi chiến dịch tiêu diệt Abu Ibrahim al-Hashimi al-Qurashi (2)

## Sự kiện 11 tháng 9

Camera an ninh đã ghi lại được cảnh Lầu Năm Góc bị khủng bố ngày 11/9
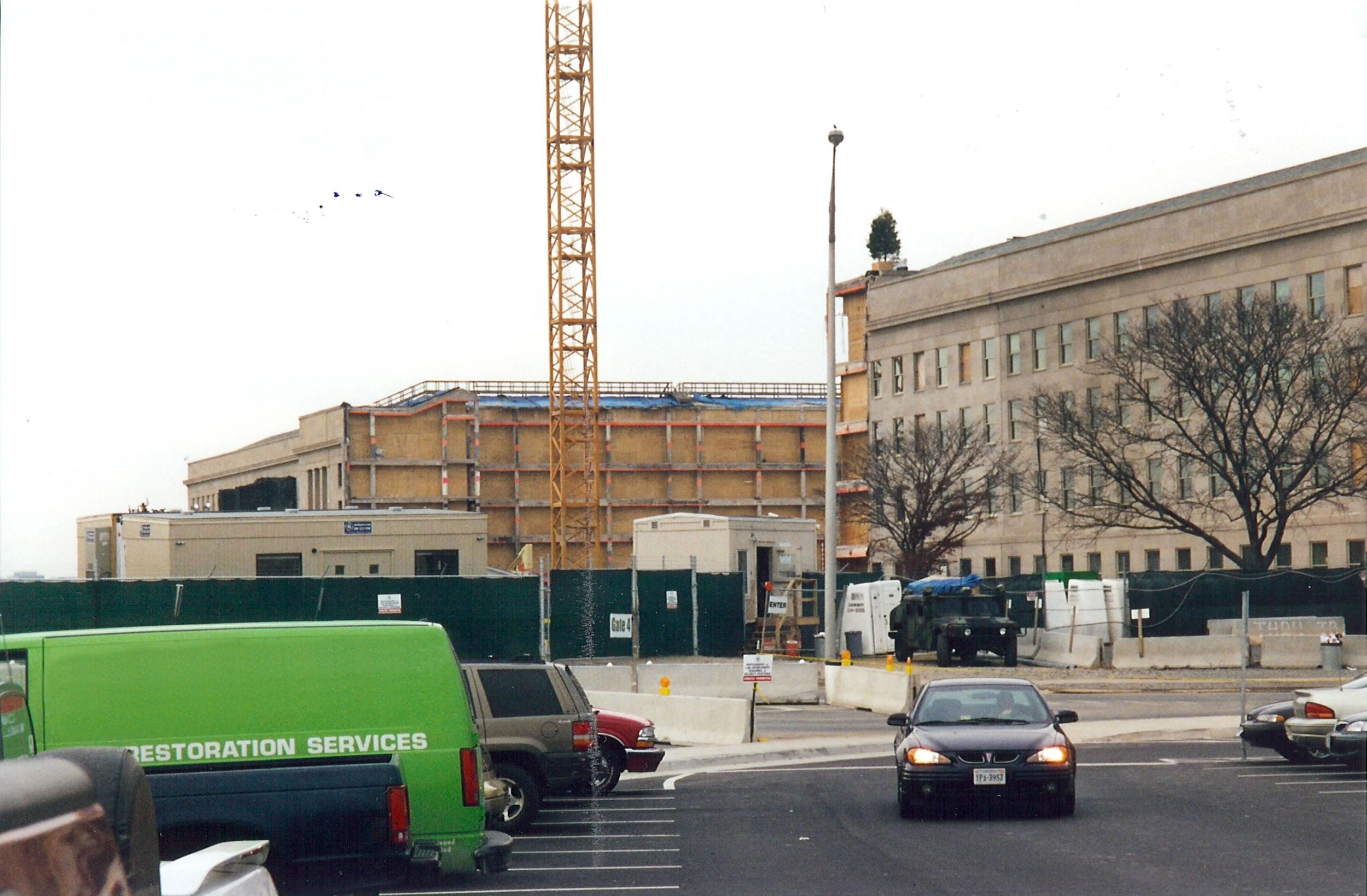
Tháng 10/2001.
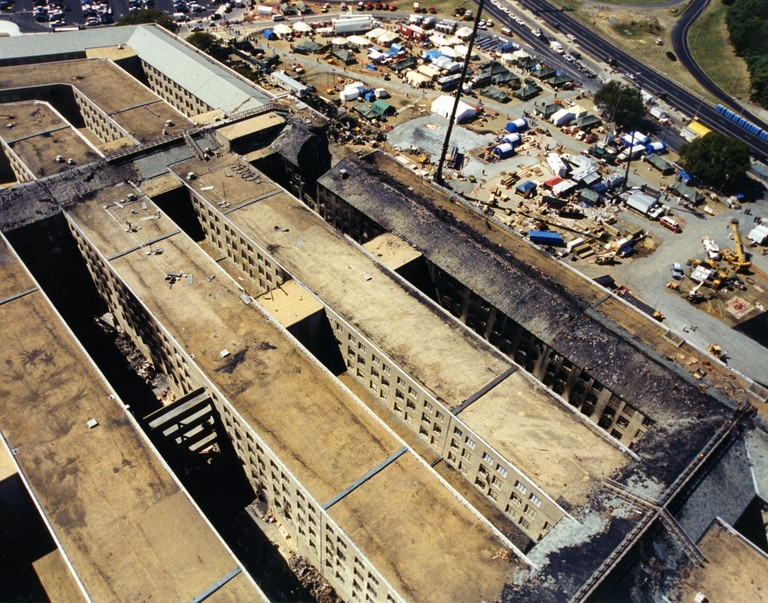
Thiệt hại của Lầu Năm Góc nhìn từ trên cao (1)
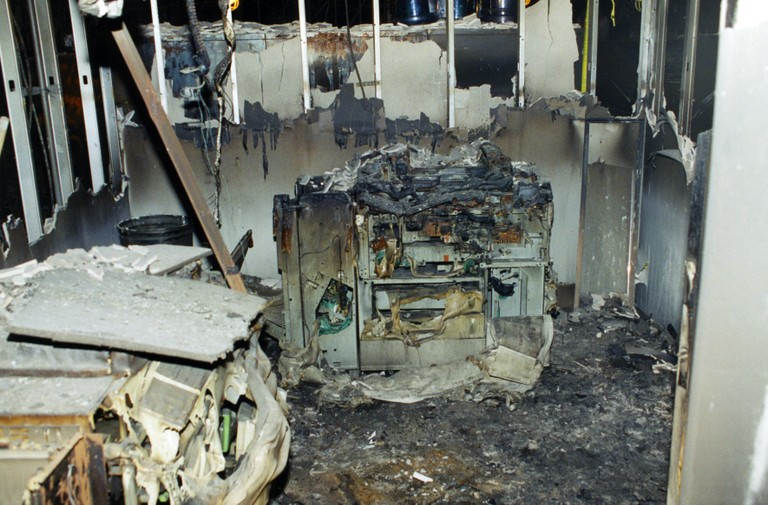
Thiệt hại bên trong văn phòng
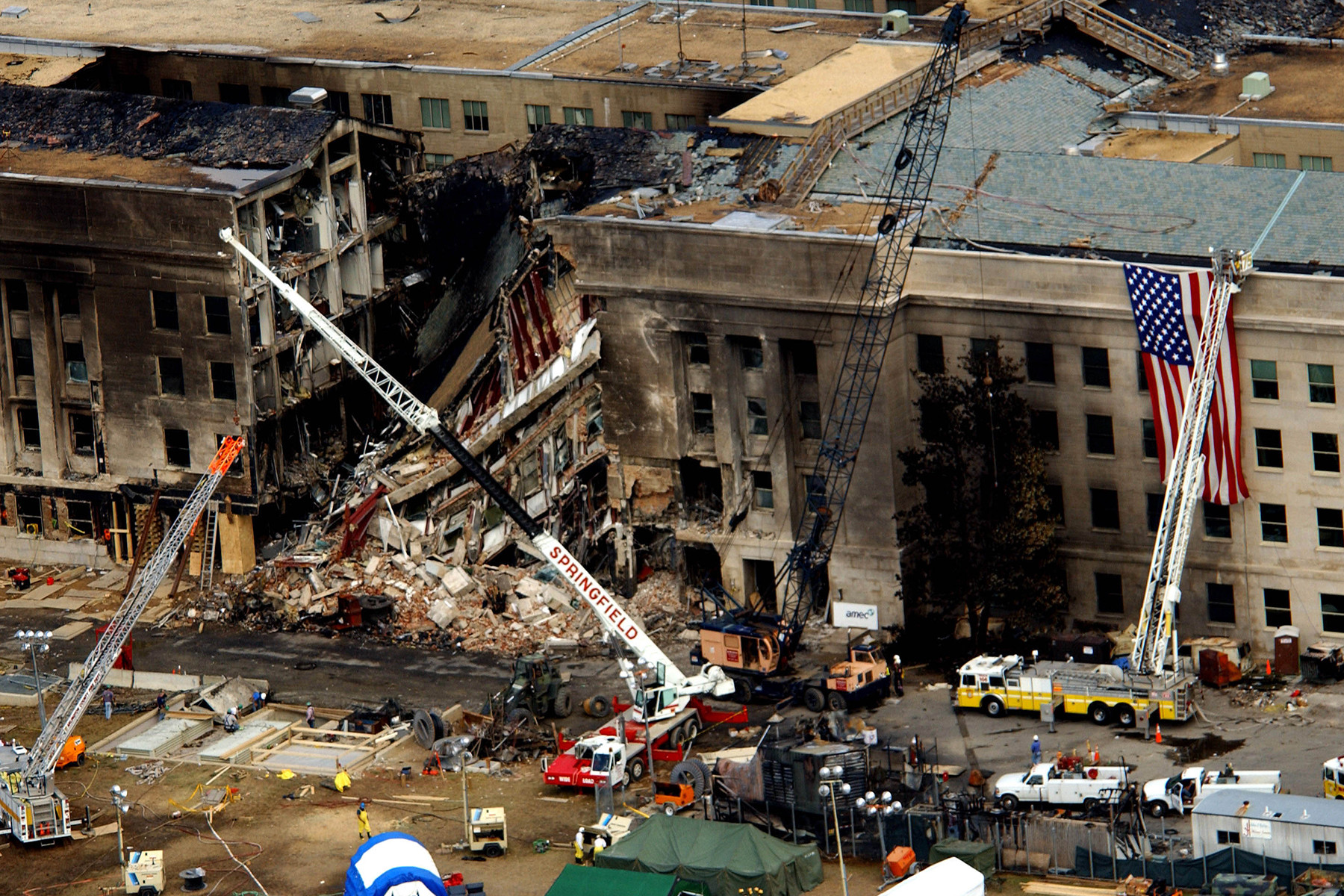
Toàn cảnh khu vực bị máy bay đâm vào
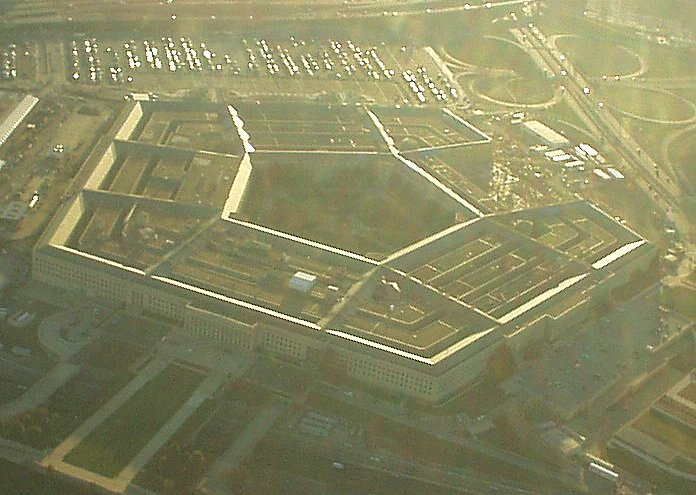
Thiệt hại nhìn từ trên cao (2)
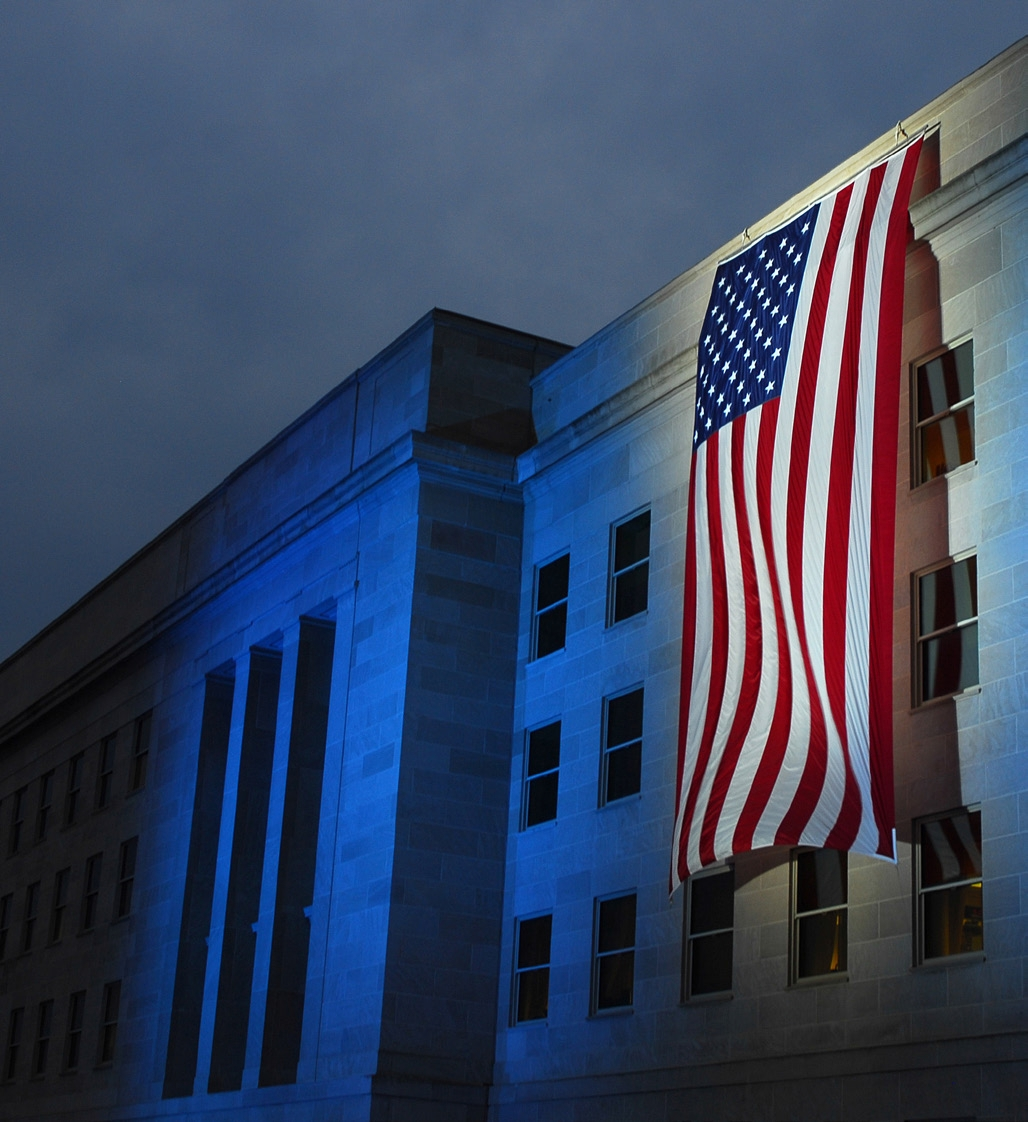
Cờ Mỹ bay trên khu vực từng bị máy bay đâm vào nhân dịp tưởng niệm vụ khủng bố năm 2015

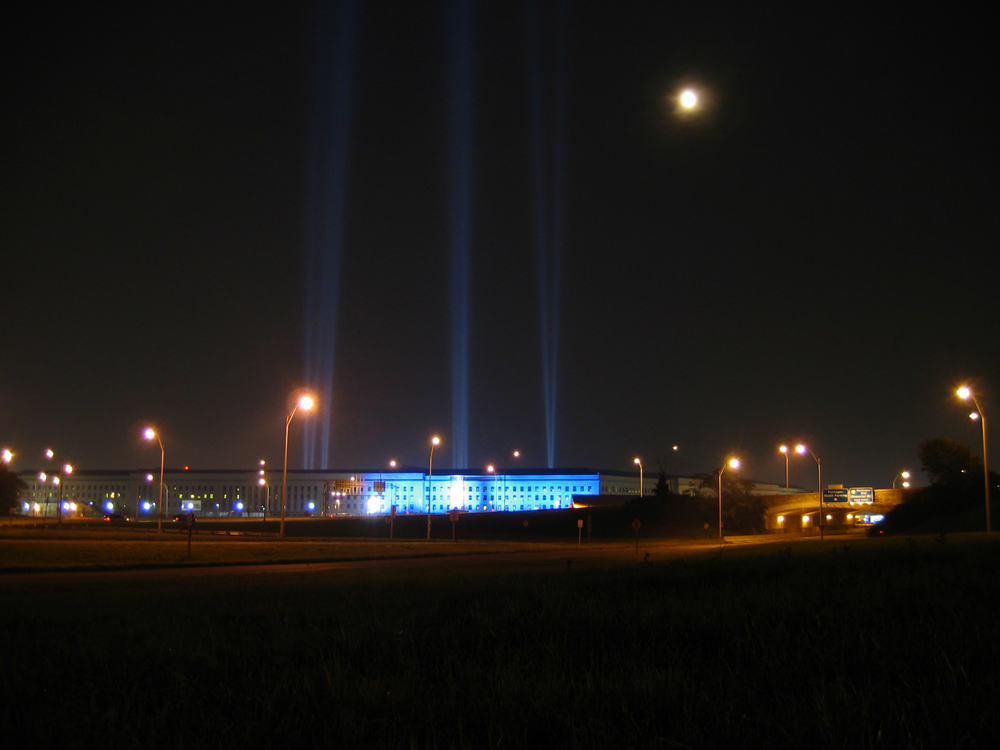
Các cột sáng được chiếu lên trời từ Lầu Năm Góc nhân dịp kỷ niệm vụ tấn công
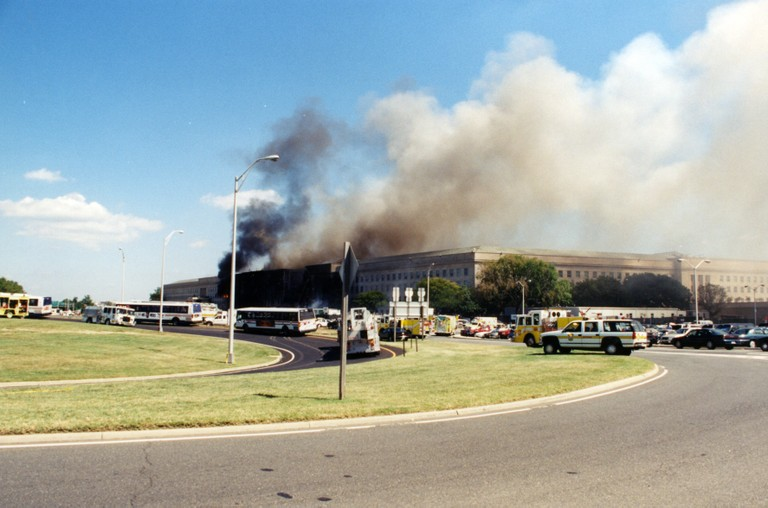
Khói bay từ Lầu Năm Góc
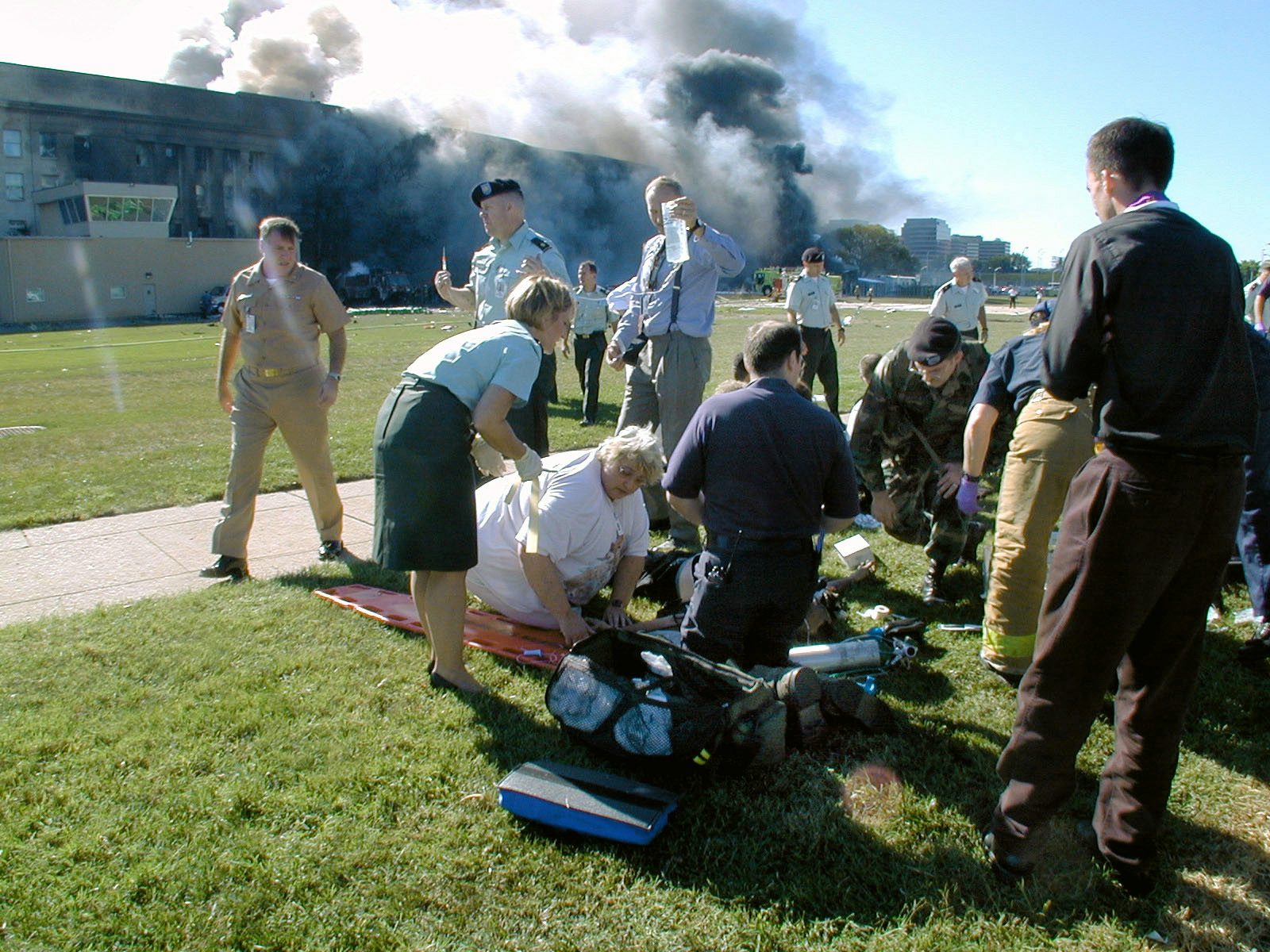
Nhân viên Lầu Năm Góc được sơ tán
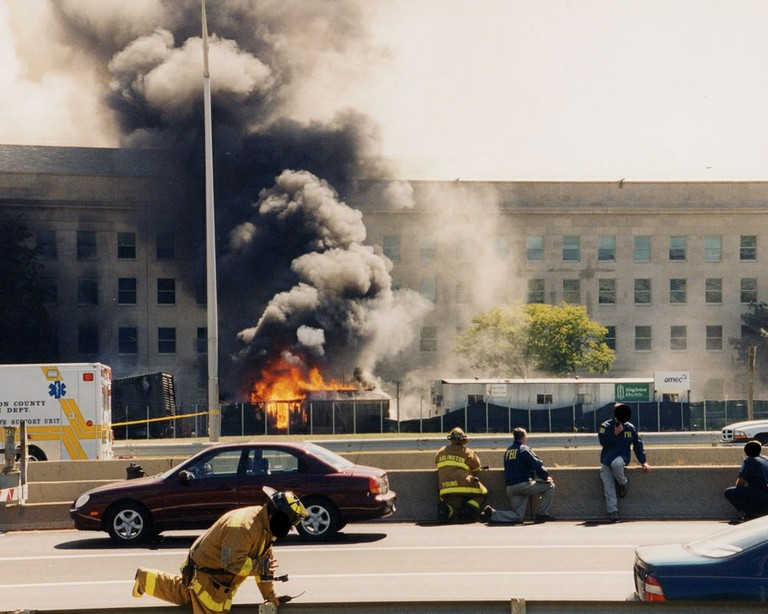
Trực diện khu vực nhìn từ cao tốc
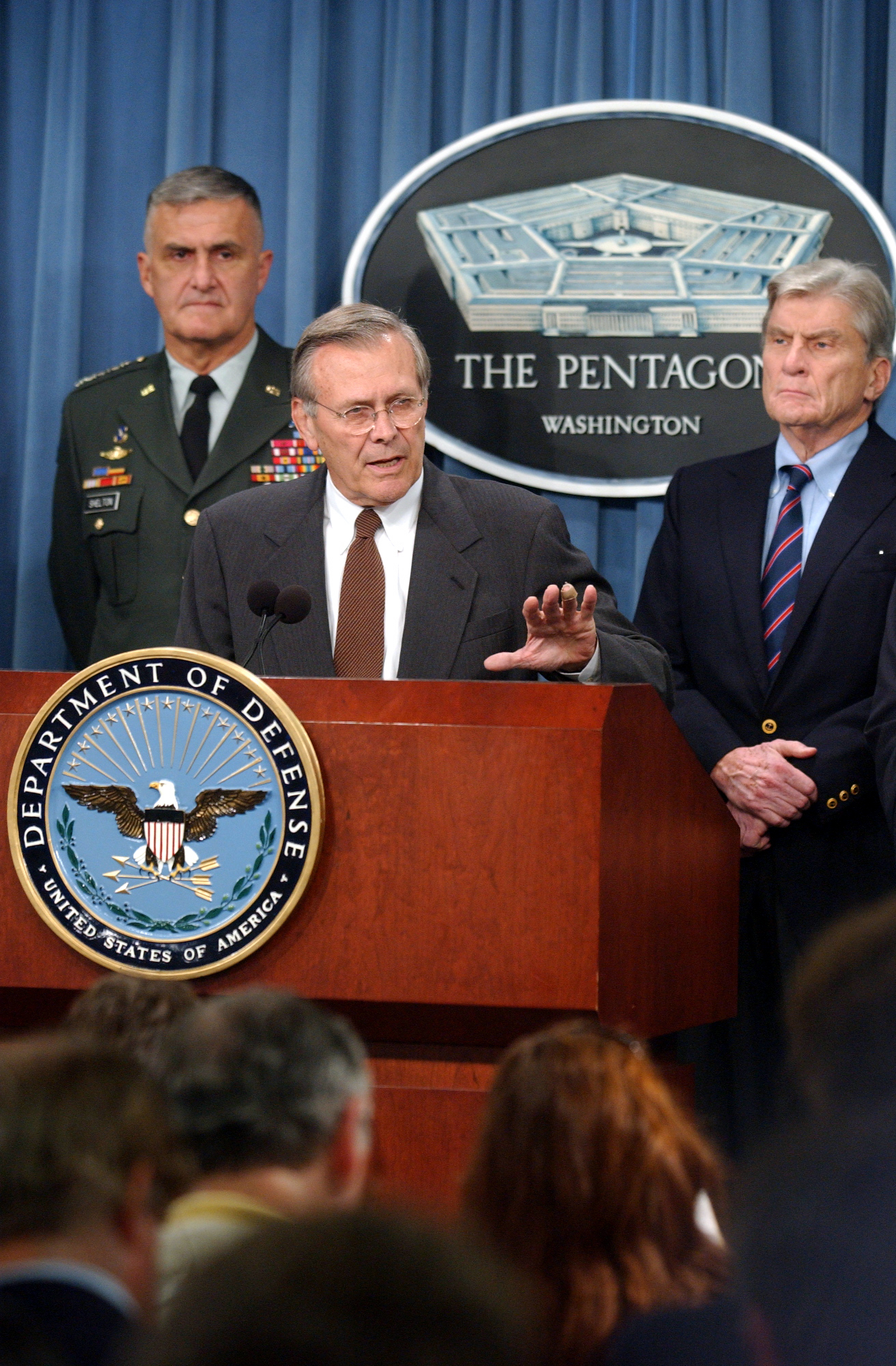
8 tiếng sau vụ tấn công, bộ trưởng quốc phòng Mỹ Donald Rumsfeld tuyên bố Lầu năm góc vẫn tiếp tục hoạt động